# Crkva Gospe Snježne u Dubrancu
Crkva Gospe Snježne je katolička crkva u naselju Dubranec koje je u sastavu grada Velika Gorica i zaštićeno kulturno dobro

## Opis dobra
Crkva je podignuta na brijegu, uz glavnu cestu. Prvotna barokna crkva dovršena je 1716. g., ali je 1886. g. cjelovito obnovljena i opremljena prema nacrtima Hermana Bollea u historicističkim oblicima kada je dobila današnji izgled. Jednobrodna je građevina s pravokutnom lađom i užim, izduženim poligonalnim svetištem te sakristijom s oratorijem na istočnoj strani. Ispred glavnog pročelja naslonjen je masivni troetažni zvonik pokriven piramidalnom kapom, koji u prizemlju ima klasicistički portal s timpanonom, a na katu prikaz Raspeća u punoj plastici.

## Zaštita
Pod oznakom Z-4070 zavedena je kao nepokretno kulturno dobro - pojedinačno, pravna statusa zaštićena kulturnog dobra, klasificirano kao "sakralna graditeljska baština".